# Gertrude Niesen
Gertrude Niesen (8 luglio 1911 – Glendale, 27 marzo 1975) è stata una cantante, attrice e paroliera statunitense, torch singer che ebbe successo nel musical e nel cinema degli anni trenta e quaranta.
Nacque a bordo di una nave, al ritorno dei genitori - padre svedese e madre russa - da una vacanza in Europa.

## Biografia
Cominciò la sua carriera di cantante all'inizio degli anni trenta, apparendo - con il nome Gertrude Nissen - a fianco di Roger Wolfe Kahn e la sua orchestra e Artie Shaw in un cortometraggio del 1932 della Vitaphone, The Yacht Party. Incise per Victor, Columbia e Brunswick. Nel 1933, fu la prima a incidere Smoke Gets in Your Eyes di Jerome Kern e Otto Harbach.
A Broadway, apparve nei musical Take a Chance, Calling All Stars, Ziegfeld Follies of 1936 e Follow the Girls. Cominciò anche ad apparire regolarmente sullo schermo. In A Night at Earl Carroll's del 1940, canta la canzone I Want to Make with the Happy Times di cui era co-autrice. Nel 1944, fu protagonista accanto a Jackie Gleason del musical Follow the Girls nel quale cantava I Want to Get Married, la sua canzone più conosciuta. Negli anni quaranta, incise per la Decca Records. Nei primi anni cinquanta, prese parte a numerosi programmi radiofonici e televisivi.
Nel 1943, sposò Albert Greenfield, ex proprietario di nightclub a Chicago da cui divorziò per poi risposarlo nel 1954. Gertrude Niesen morì, dopo una lunga malattia, il 27 marzo 1975 al Kaiser Permanente Hospital di Glendale all'età di 62 anni.

## Filmografia

### Attrice
- The Yacht Party, regia di Roy Mack - cortometraggio (1932)
- L'inferno del jazz (Top of the Town), regia di Ralph Murphy e Walter Lang (1937)
- Start Cheering, regia di Albert S. Rogell (1938)
- Rookies on Parade, regia di Joseph Santley (1941)
- He's My Guy, regia di Edward F. Cline (1943)
- This Is the Army, regia di Michael Curtiz (1943)
- L'ultima sfida (The Babe Ruth Story), regia di Roy Del Ruth (1948)

## Spettacoli teatrali (parziale)
- Calling All Stars, Broadway (13 dicembre 1934)
- Ziegfeld Follies of 1936, Broadway (1936)
- Follow the Girls, Broadway (4 agosto 1944)